# أنجيلا مينتينك
أنجيلا ماري مينتينك (النسب مارزيتا، ولدت في 18 أكتوبر 1972م) وهي شخصية تلفزيونية رياضية أمريكية ولاعبة بيسبول وكرة الينة سابقًا وهي حاليًا مذيعة لـروت سبورتس نورسويست ومذيعة في برنامج تلفزيوني يدعى مارينرز لايف. لعبت مينتينك لعبة الكرة اللينة في الجامعة في واشنطن، حيث حصلت على مرتبة الشرف الأمريكية فأنتقلت للعب في دوري البيسبول للمحترفين للسيدات قبل أن تصبح مذيعة رياضية.

## بداية حياتها والتعليم
ولدت أنجيلا ماري مارزيتا في نورفولك بولاية فرجينيا، حيث نشأت مينتينك في أسرة تابعة للبحرية الأمريكية ودرست في العديد من المدارس الثانوية، بما في ذلك مدرسة تافت الثانوية في وودلاند هيلز، كاليفورنيا، ومدرسة فورت ميل الثانوية في فورت ميل، ساوث كارولينا، وقبل تخرجها من مدرسة كورونا ديل سول الثانوية في تمبي، أريزونا عام 1990م، لعبت مينتينك في مركز الظهير والجناح، وكانت أول فتاة في تافت تكتب تقاريرًا عن كرة القدم.

## حياتها المهنية في كرة الينة
هي لاعبة في مركز المدافع، حيث بدأت مينتينك مسيرتها الكروية الجامعية في كلية سنترال أريزونا، وحصلت على شرف اللعب في الفريق الأول «أن جي سي ايه ايه أول اميركان» في عام 1992م وكانت لاعبة في فريقين في البطولة الوطنية «أن جي سي ايه ايه» تحت قيادة المدرب كلينت مايرز في الكلية، ثم تحولت لضاربة باليد اليسرى فمنحتها وقتًا أسرع للوصول إلى القاعدة الأولى.
ثم انتقلت إلى فريق الكرة اللينة الافتتاحي لجامعة واشنطن «واشنطن هاسكيز لكرة اللينة». وتم تكريم الفريق الثالث «أن اف سي ايه ايه أول-اميركان» في عام 1994م، فأصبحت مينتينك أول لاعبة في تاريخ البرنامج يفوز بكل من جائزة «أول-باك 10» وجائزة «أول-اميريكان» وسجلت 59 قاعدة في 63 محاولة وضربت 472 ضربة في سنتها الأولى، وكلا إنجازاتها لايزالوا في سجلات المدرسة حتى عام 2019م. وفي مسيرتها المهنية ضربت بمتوسط 429 ضربة وهو أيضًا رقم قياسي في المدرسة. فكانت أول لاعبة كرة لينة يتم إدخالها كعضو في قاعة مشاهير هاسكي في عام 2001م.
عين فريق الكرة اللينة الأولمبية الأمريكية مينتينك كبديل في فريق 96، ولكنها رفضت اللعب في كولورادو سيلفر بولتس، وهو أول فريق بيسبول للمحترفين للنساء منذ عام 1954م. فكانت في عامها الأول عام 1995م، قد بدأت 40 مباراة مع سيلفر بولتس، مسجلةً 221 ضربة، وحصلت على 20000 دولار أمريكي ومنتجات كورس لايت الغير محدودة. وفي عام 1996م، قد بلغت 241 ضربة، قبل أن تتقاعد من مسيرتها الاحترافية.
وفي عام 1997م، عملت كمدرب مساعد لكرة اللينة في جامعة واشنطن.

## مهنتها كمذيعة
ثم بدأت مينتينك مسيرتها الإذاعية مع فوكس سبورتس نورسويست (الآن روت سبورتس نورسويست)، كمتدربة ثم في عام 1998م عملت كمراسلة أحذاث لفريقي سياتل مارينرز وسياتل سي هوكس. حيث عملت كمقدمة في برنامج «مارينرز أول اكسيز»، وهو عرض يغطي الاحداث قبل وبعد المباراة على روت سبورتس نورسويست، فكانت مينينك، المعروفة آنذاك باسم أنجي أرلاتي، قد شاركت في كابة تقرير ديترويت الرياضي لقناة فوكس سبورتس ديترويت.

## حياتها الشخصية
وفي عام 2017م، تم تشخيص إصابتها بسرطان الثدي. فبعد إنتهاء علاجها، أصبحت خالية من السرطان اعتبارًا من عام 2019م. فأصبحت داعية ومؤيدة للكشف المبكر لسرطان الثدي.
وهي متزوجة من جاريت مينتينك الأستاذ بجامعة سياتل باسيفيك ولديها ولدان.